# ISO 3166-2:RE
ISO 3166-2:REはISOの3166-2規格のうち、REで始まるものである。フランス領レユニオンの行政区分コードを意味する。レユニオンはISO 3166-1(ISO 3166-1 alpha-2)で、REを国コードとして割り振られている。ISO 3166-2:REに対応する行政区分コードの割り当てはない。
ただし、レユニオンにはフランスの地方行政区画としてISO 3166-2:FRでFR-REが割り当てられている。